# Џејмс Паџет
Сер Џејмс Паџет, 1. Барон (енгл. Sir James Paget, 1st Baronet; Грејт Јармут, 11. јануар 1814 — Лондон, 30. децембар 1899) је био британски хирург и патолог, који је највише запамћен по открићу Паџетове болести и који се сматра, заједно са Рудолф Вирховом, једним од оснивача медицинске патологије. Његова позната дела су Предавања о туморима (1851) и Предавања из области хируршке патологије (1853).

## Епоними
Док већина људи при помињању Паџетове болест тај епоним повезује са болешћу костију, постоје још три епонима која носе Паџетово име:
- Паџетова болест костију,
- Паџетова болест дојке (облик интрадукталног рака дојке који се шири кроз кожу око брадавице)
- Екстрамамарна Паџетова болест (лат Extramammary Paget disease).

Такође, и једна врста апсцеса се назива по њему (Паџетов апсцес).

## Живот и дело
Џејмс Паџет је рођен 11. јануар 1814. у енгл. Great Yarmouth у Енглеској као осмо од шенаесторо деце. Његов отац је био пивар, бродовласник, повремено и градоначелник. Његов старији брат Едвард Џорџ Паџет (1809 — 1892) био је професор на Универзитету у Кембриџу.
У 16. години Паџет је радио као помоћник Чарлса Костертона, локалног хирурга и апотекара, а четири године касније уписао је студије у болници Светог Вартоломеја у Лондону, за коју је касније био везан током свог живота, јер је у њој студирао, а након студија и радио од 1834. до 1871. Током прве године школовања, као студент у Вартоломејској болници, он је уочио неке беле тачкице у мишићу једног од леша који је сецирао. Када је ове промене посматрао под микроскопом, Паџет је установио присуство инкапсулираног црва, који је нешто касније назван трихинела спиралис (лат. Trichinella spiralis), од стране британског анатома и палеонтолога Ричарда Овена (1804—1892). Ово је био први приказ трихинелозе у човека.
Џејмс Паџет је дипломирао на колеџу хирурга 1836. и исте године постао члан Краљевског колеџа хирурга. У периоду од 1837. до 1843. Паџет је био кустос анатомског музеја у колеџу хирурга, у коме је био задужен за набавку органа и обављање дисекција. Паџет се неколико година касније бавио превођењем медицинских књига, пружањем консулативних услуга и обављањем дужности заменика главног уредника неких медицинских часописа, како би допунио јако оскудна новчана примања.